# 関口氏暁
関口 氏暁（せきぐち うじとき、1640年 - 1729年12月2日/享保14年10月12日）は、江戸時代前・中期の日本の武士、柔術家である。関口新心流四代目宗家。通称は関口 弥太郎（せきぐち やたろう）、号は蟻楼（ぎろう）。「氏暁」の読みは「うじあき」とも。「剣の達人」として知られた。実在の人物であるが、講談や映画などにも取り上げられ、経歴についての異説や、史実とは異なる描写も多く流布されている。

## 人物・来歴
1640年（寛永17年）、播磨国（現在の兵庫県南西部）に、柔術・関口新心流の開祖、関口氏心の三男として生まれる。長兄は関口氏業（二代目）、次兄が関口氏英（三代目）である。寛永9年（1632年）9月22日に行われた「寛永御前試合」に出場したとする文献があるが、まだ生まれていない。
紀州徳川家に仕えた。数寄屋奉行、郡奉行、鉄砲改役等を歴任した。関口新心流三代目の氏英の嫡男・氏一が成人するまで、四代目を務めた。
1729年12月2日（享保14年10月12日）、死去した。享年90（満88-89歳没）。父同様に江戸に贋者が現れたといい、「関口新心流」によれば、東京都足立区東伊興の法受寺にある墓は贋者のものであるという。
講談の主人公として登場し、二本松藩士として描かれるが、事実とは異なる。講談や剣豪小説、またそれらを原作とした映画の中では、妻とともに仇討ちの旅に出る設定のキャラクターとして描かれている。

## フィルモグラフィ
日本映画データベース、キネマ旬報映画データベース等にみられる「関口氏暁」（弥太郎）の登場する劇映画一覧である。末尾の俳優が氏暁（弥太郎）を演じた。
- 『関口弥太郎』 : 監督牧野省三、製作・配給横田商会、1911年9月30日公開 - 尾上松之助
- 『関口弥太郎』 : 監督辻吉郎、製作日活京都撮影所、配給日活、1916年7月1日公開 - 尾上松之助
- 『関口弥太郎』 : 監督牧野省三、製作日活京都撮影所、配給日活、1919年12月31日公開 - 尾上松之助
- 『関口弥太郎』 : 監督中川紫郎、製作・配給帝国キネマ演芸、1923年2月23日公開 - 嵐璃徳
- 『関口弥太郎』 : 監督尾形十三男、製作日活京都撮影所、配給日活、1935年10月24日公開 - 四代目澤村國太郎
- 『宮本武蔵』 : 監督民門敏夫、製作新興キネマ京都撮影所、配給新興キネマ、1938年10月13日公開 - 尾上栄五郎
- 『からくり蝶』 : 監督仁科紀彦、製作新興キネマ京都撮影所、配給新興キネマ、1940年6月6日公開 - 大友柳太朗
- 『阿修羅三剣士』 : 監督中川信夫、製作・配給新東宝、1956年7月20日公開 - 小笠原竜三郎
- 『魔界転生』 : 原作山田風太郎、アニメーション映画、1998年発売 - 真柴摩利（声）
- 『魔界転生』 : 作・演出G2、製作松竹、2006年9月2日開演 - 渡部駿太/金子尚太郎